# Owner of a Lonely Heart
"Owner of a Lonely Heart" é uma canção da banda inglesa de rock progressivo Yes. A música foi lançada em outubro de 1983 como o primeiro single do seu décimo primeiro álbum de estúdio 90125, que foi lançado em novembro de 1983. Escrito principalmente pelo guitarrista e cantor Trevor Rabin, contribuíram para a versão final o cantor Jon Anderson, o baixista Chris Squire e o produtor Trevor Horn.
"Owner of a Lonely Heart" foi um sucesso comercial nos Estados Unidos, tornando-se o primeiro e único single da banda a alcançar o primeiro lugar na Billboard Hot 100 e na Hot Mainstream Rock Tracks. Em 1984, a música alcançou a 8ª posição nas paradas de fim de ano nos EUA. Apesar disso, a música é até hoje contestada pelos fãs mais radicais da banda, que dizem ser comercial demais em relação ao som verdadeiramente progressivo tocado na década anterior.
O single foi reeditado várias vezes ao longo dos anos 1980 e 1990, com diferentes versões remix e B-sides.
A música foi sampleada por vários artistas, incluindo Michael Jackson (em sua música "DS"), o grupo pop alemão Tic Tac Toe (em sua música "Schubidamdam"), Frank Zappa (em versões ao vivo de sua música "Bamboozled by love" ) e Max Graham, cujo single de 2005 alcançou o 9º lugar no Reino Unido.

## Desempenho nas paradas musicais
| Parada Musical (1983)                      | Desempenho |
| ------------------------------------------ | ---------- |
| (Kent Music Report)                        | 14         |
| Bélgica (Ultratop 50 de Flandres)          | 6          |
| (IFOP)                                     | 4          |
| Irlanda (IRMA)                             | 30         |
| Países Baixos (Single Top 100)             | 7          |
| Países Baixos (Dutch Top 40)               | 2          |
| (LP3)                                      | 4          |
| Reino Unido (UK Singles Chart)             | 28         |
| Estados Unidos (Billboard Mainstream Rock) | 1          |

| Parada Musical (1984)                 | Desempenho |
| ------------------------------------- | ---------- |
| Áustria (Ö3 Austria Top 75)           | 17         |
| (VRT Top 30 Flanders)                 | 6          |
| Top Singles (RPM)                     | 2          |
| (CHUM)                                | 2          |
| Alemanha (Offizielle Deutsche Charts) | 10         |
| (FIMI)                                | 11         |
| Nova Zelândia (Recorded Music NZ)     | 16         |
| Noruega (VG-lista)                    | 6          |
| (Springbok Radio)                     | 11         |
| (AFYVE)                               | 8          |
| Suécia (Sverigetopplistan)            | 4          |
| Suíça (Schweizer Hitparade)           | 11         |
| Estados Unidos (Billboard Hot 100)    | 1          |
| Dance/Disco Top 80 (Billboard)        | 3          |
| Adult Contemporary (Billboard)        | 69         |
| Cash Box Top 100                      | 1          |

| Parada Musical (1983) | Posição |
| --------------------- | ------- |
| (Single Top 100)      | 80      |
| (Dutch Top 40)        | 55      |

| Parada Musical (1984)    | Posição |
| ------------------------ | ------- |
| Top Singles (RPM)        | 29      |
| (Official German Charts) | 57      |
| (FIMI)                   | 43      |
| Billboard Hot 100        | 8       |
| Cash Box Top 100         | 8       |

| Parada Musical (1958-2018) | Posição |
| -------------------------- | ------- |
| Billboard Hot 100          | 410     |

### Desempenho Mensal (Max Graham vs. Yes remix)
| Chart (2005)                          | Peak position |
| ------------------------------------- | ------------- |
| Austrália (ARIA)                      | 25            |
| Áustria (Ö3 Austria Top 75)           | 56            |
| Bélgica (Ultratop 50 de Flandres)     | 33            |
| Dinamarca (Hitlisten)                 | 12            |
| Finlândia (Suomen virallinen lista)   | 10            |
| Alemanha (Offizielle Deutsche Charts) | 36            |
| Hungria (Rádiós Top 40)               | 13            |
| Irlanda (IRMA)                        | 17            |
| Países Baixos (Single Top 100)        | 25            |
| Países Baixos (Dutch Top 40)          | 18            |
| Suécia (Sverigetopplistan)            | 60            |
| Suíça (Schweizer Hitparade)           | 49            |
| Reino Unido (UK Singles Chart)        | 9             |